# Molophilus (Molophilus) scabricornis
Molophilus (Molophilus) scabricornis is een tweevleugelige uit de familie steltmuggen (Limoniidae). De soort komt voor in het Neotropisch gebied.